# Obligado (Paraguai)
Obligado é uma cidade do Paraguai, Departamento Itapúa.

## Transporte
O município de Obligado é servido pelas seguintes rodovias:
- Ruta 06, que liga Minga Guazú ao município de Encarnación (Departamento de Itapúa)
- Caminho em pavimento ligando a cidade ao município de Alto Verá
- Caminho em terra ligando a cidade ao município de San Pedro del Paraná
- Caminho em pavimento ligando a cidade de Pirapó ao município de Carmen del Paraná[1][2][3]